# Maestro di Forlì
Als Meister von Forlì (it. Maestro di Forlì) wird ein namentlich nicht bekannter Maler des Trecento bezeichnet, der zwischen 1280 und 1340 in Forlì, in der Region Emilia-Romagna in Oberitalien tätig war.

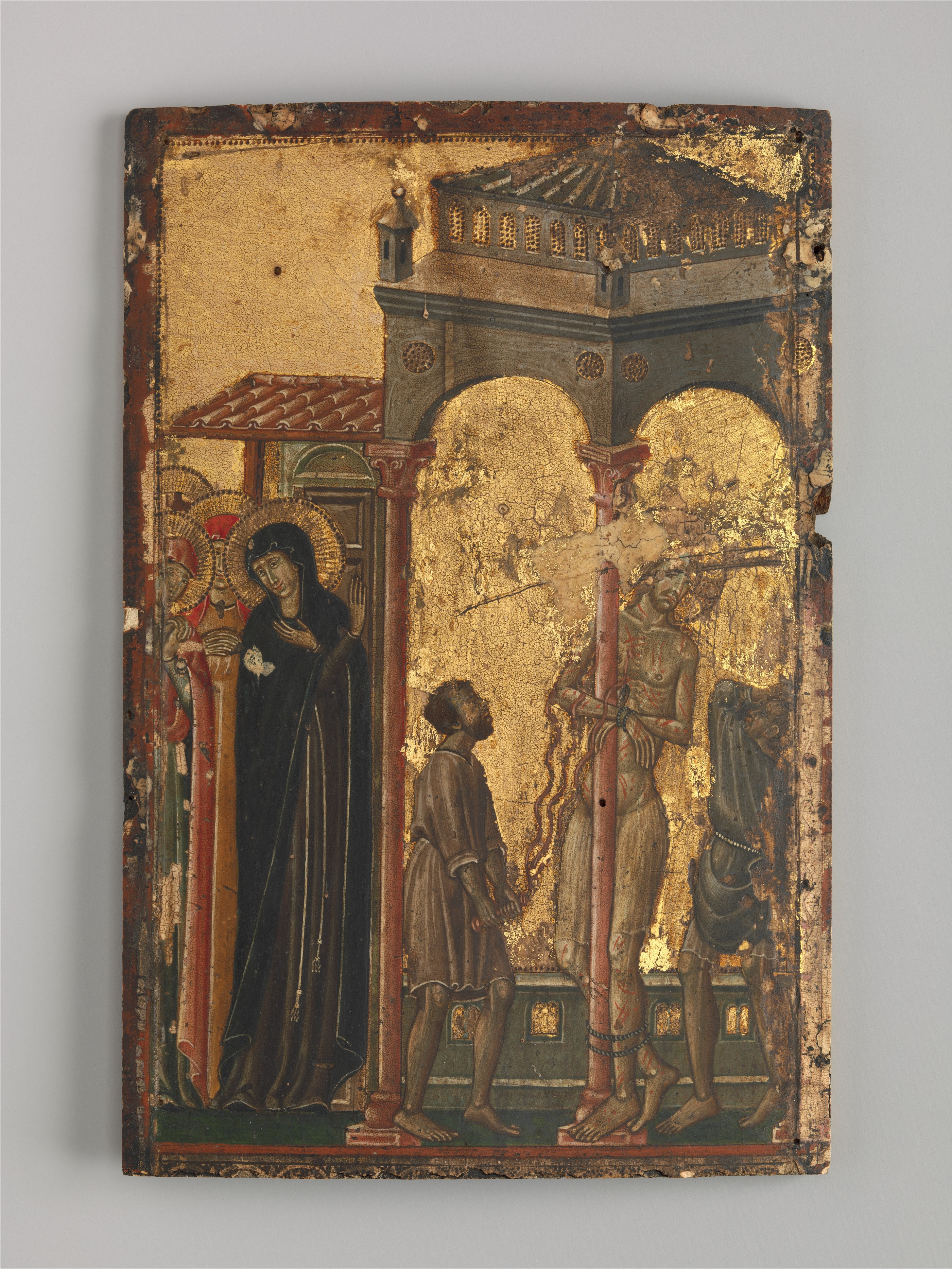
Maestro di Forlì, Geißelung, Metropolitan Museum of Art, New York City.

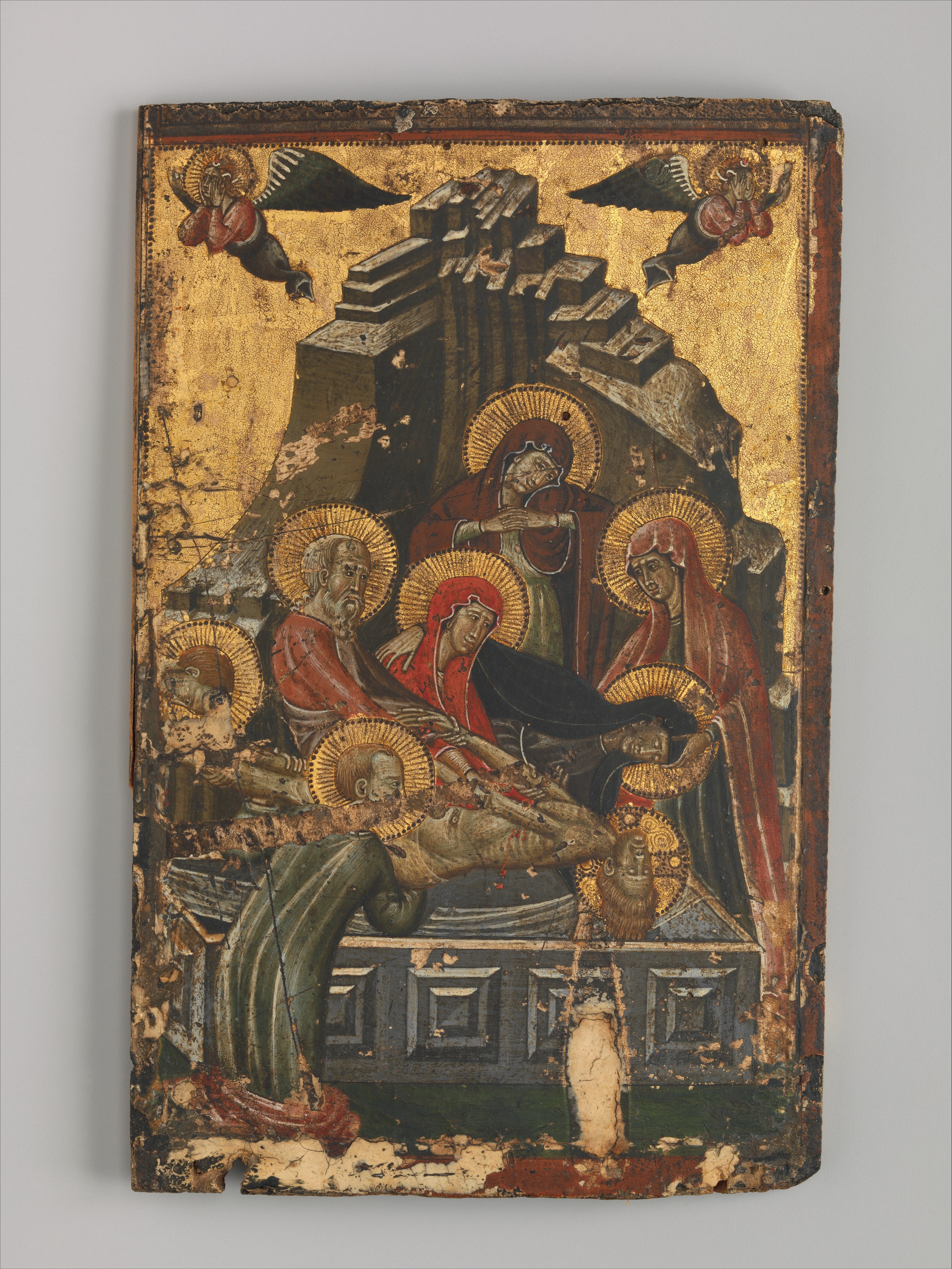
Maestro di Forlì, Die Grablegung Christi, Metropolitan Museum of Art, New York City.

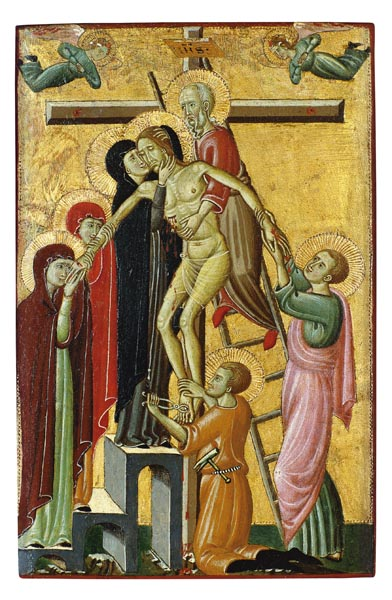
Maestro di Forlì, Absetzung vom Kreuz, Museu Nacional d’Art de Catalunya, Barcelona

## Leben
Der Meister ist nach einigen seiner Gemälden benannt, die sich heute in der Pinacoteca civica di Forlì befinden. Es wird vermutet, dass der Meister aus Forli stammte. Er ist in seinem Malstil noch einer alten Tradition verpflichtet, die noch dem Formalismus der byzantinischen Kunst folgt. Diese Tradition findet sich beispielsweise auch bei dem Meister von Faenza, der zwischen 1260 und 1280 tätig und eventuell der Lehrmeister des Meister von Forli war. 
Im Stil des Meister von Forli ist jedoch auch der Einfluss der neueren Malerei aus Ferrara, Ravenna, Rimini und vor allem aus Venedig erkennbar. Er beginnt eine lebendigere Darstellung der Figuren. Aus Rimini könnte der Meister von Forli auch Impulse von Giotto erhalten haben, der um 1300 dort tätig war.

## Werke
Einige wenige Werke können dem Meister von Forli zugeschrieben werden:
- Geisselung Christi, Metropolitan Museum of Art, New York City, Inv. 1975.1.79 (Robert Lehman Collection)
- Grablegung Christi, Metropolitan Museum of Art, New York City, Inv. 1975.1.80 (Robert Lehman Collection)
- Kreuzabnahme, Museu Nacional d’Art de Catalunya, Barcelona, Inv. Nr. 248 (1930.71) (Sammlung Thyssen-Bornemisza)
- Kreuzigung mit vier Heiligen, Pinacoteca civica di Forlì, Forli
- Tod Mariens, Pinacoteca civica di Forlì, Forli